# Địa lý Mông Cổ
Mông Cổ là một quốc gia nội lục ở Đông Á, nằm giữa Trung Quốc và Nga.  Địa hình là núi và cao nguyên nhấp nhô, với độ cao lớn.  Tổng diện tích đất liền của Mông Cổ là 1.564.116 km2. Nhìn chung, đất liền dốc từ dãy núi Altai cao ở phía tây và phía bắc đến đồng bằng và vùng trũng ở phía đông và phía nam. Đỉnh Khüiten ở cực tây Mông Cổ trên biên giới Trung Quốc là điểm cao nhất (4.374 m (14.350 ft)). Điểm thấp nhất là 560 m (1.840 ft), là Hoh Nuur hoặc hồ Huh. Đất nước này có độ cao trung bình là 1.580 m (5.180 ft).
Cảnh quan bao gồm một trong những hồ nước ngọt lớn nhất châu Á (Hồ Khövsgöl), nhiều hồ nước mặn, đầm lầy, cồn cát, đồng cỏ nhấp nhô, rừng núi cao và các sông băng vĩnh cửu trên núi. Phía bắc và phía tây Mông Cổ là các khu vực hoạt động địa chấn, thường xuyên xảy ra động đất và nhiều suối nước nóng và núi lửa đã tắt. Điểm gần nhất của quốc gia này với bất kỳ đại dương nào là khoảng 645 kilômét (401 mi) từ mũi cực đông của đất nước, giáp với Bắc Trung Quốc đến Cẩm Châu ở tỉnh Liêu Ninh, Trung Quốc dọc theo bờ biển của Biển Bột Hải.

## Vùng núi

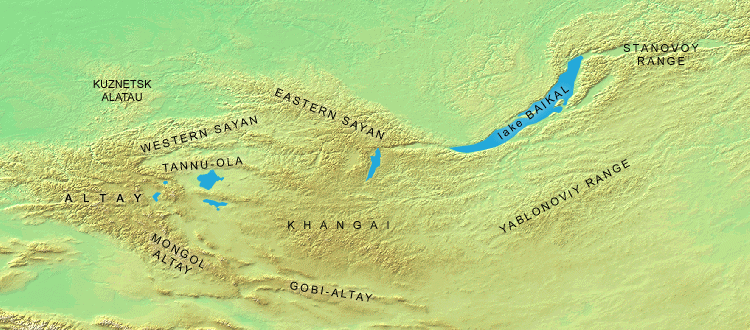
Dãy núi Altai, dãy núi Sayan và dãy núi Khangai

Mông Cổ có bốn dãy núi chính. Dãy núi cao nhất là dãy Altai, trải dài qua các vùng phía tây và tây nam của đất nước theo trục tây bắc-đông nam. Dãy núi này có đỉnh cao nhất của đất nước, đỉnh Khüiten cao 4.374 m (14.350 ft).
Dãy núi Khangai, cũng có xu hướng từ tây bắc đến đông nam, chiếm phần lớn miền trung và bắc-trung Mông Cổ. Đây là những ngọn núi cũ hơn, thấp hơn và bị xói mòn nhiều hơn, với nhiều khu rừng và đồng cỏ trên núi cao.
Dãy núi Khentii, kéo dài từ đông bắc xuống tây nam khoảng 400 kilômét (250 mi), chiếm phần đông bắc của miền trung Mông Cổ. Các phần phía bắc được bao phủ bởi rừng taiga trong khi các phần phía nam được bao phủ bởi thảo nguyên khô. Dãy núi này tạo thành lưu vực giữa Bắc Băng Dương (qua Hồ Baikal) và các lưu vực Thái Bình Dương. Các con sông bắt nguồn từ dãy núi này bao gồm Onon, Kherlen, Menza và Tuul. Dãy núi này cũng là nơi có thủ đô Ulaanbaatar.
Dãy núi Khövsgöl chiếm phần phía bắc của đất nước. Dãy núi này kéo dài từ bắc xuống nam và thường có nhiều đỉnh dốc. Dãy núi trẻ với đặc điểm của dãy An-pơ, độ dốc lớn, với những vách đá hẹp.
Phần lớn miền đông Mông Cổ là đồng bằng và khu vực thấp nhất là vùng trũng có xu hướng từ tây nam đến đông bắc kéo dài từ vùng sa mạc Gobi ở phía nam đến biên giới phía đông

## Sông và hồ

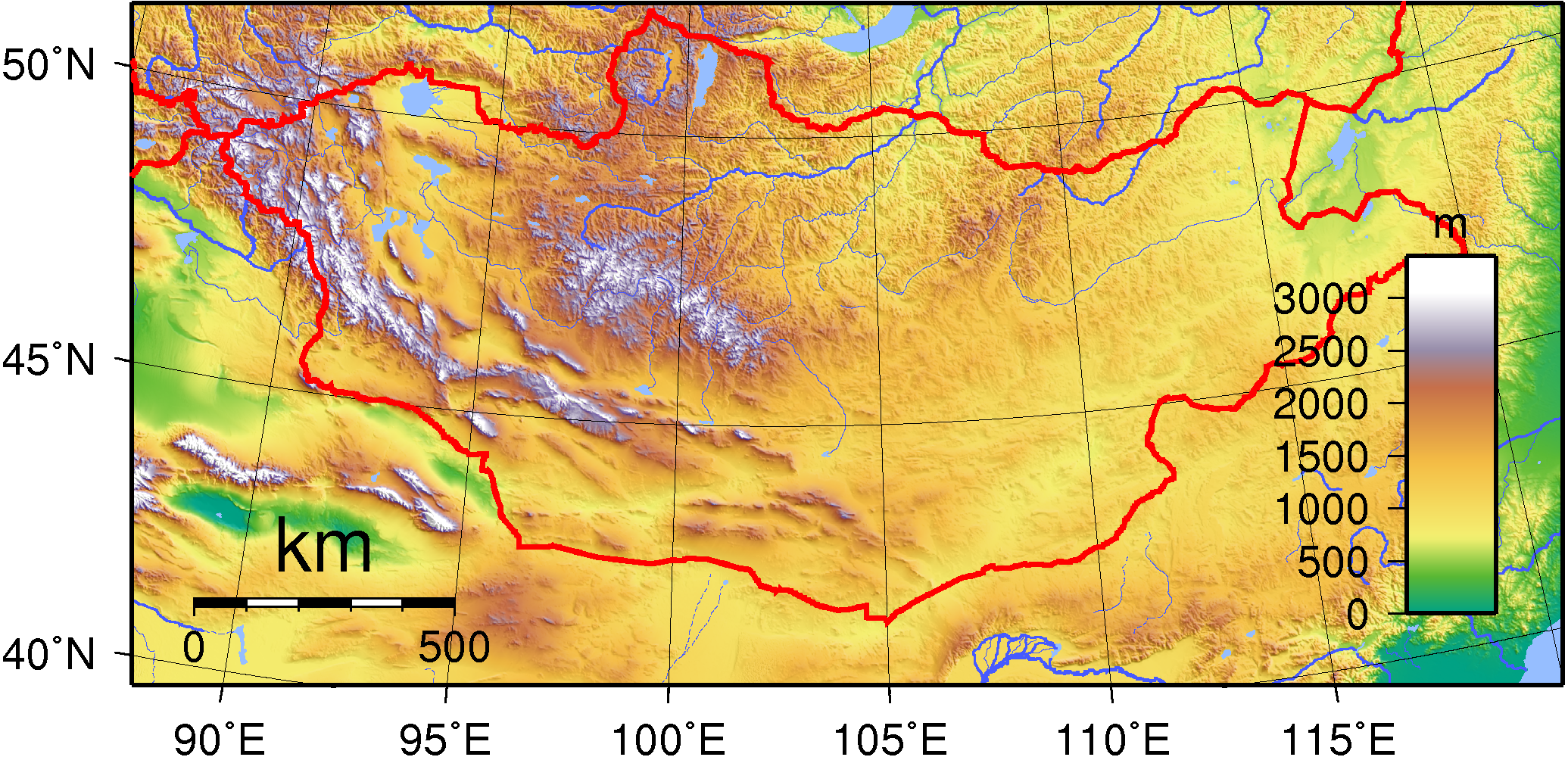
Topography of Mongolia

Một số tuyến đường thủy của Mông Cổ đổ ra đại dương, nhưng nhiều tuyến kết thúc tại các lưu vực Endorheic ở các sa mạc và vùng trũng của Nội Á. Các con sông phát triển rộng rãi nhất ở phía bắc và hệ thống sông chính của đất nước này là sông Selenge, chảy qua Hồ Baikal đến Bắc Băng Dương. Một số nhánh nhỏ của Sông Yenisei ở Siberia, cũng chảy vào Bắc Băng Dương, bắt nguồn từ các ngọn núi ở phía tây bắc Mông Cổ. Ở đông bắc Mông Cổ, Sông Onon đổ vào Thái Bình Dương qua Sông Shilka ở Nga và sông Amur (Hắc Long Giang), tạo thành hệ thống sông dài thứ mười trên thế giới.

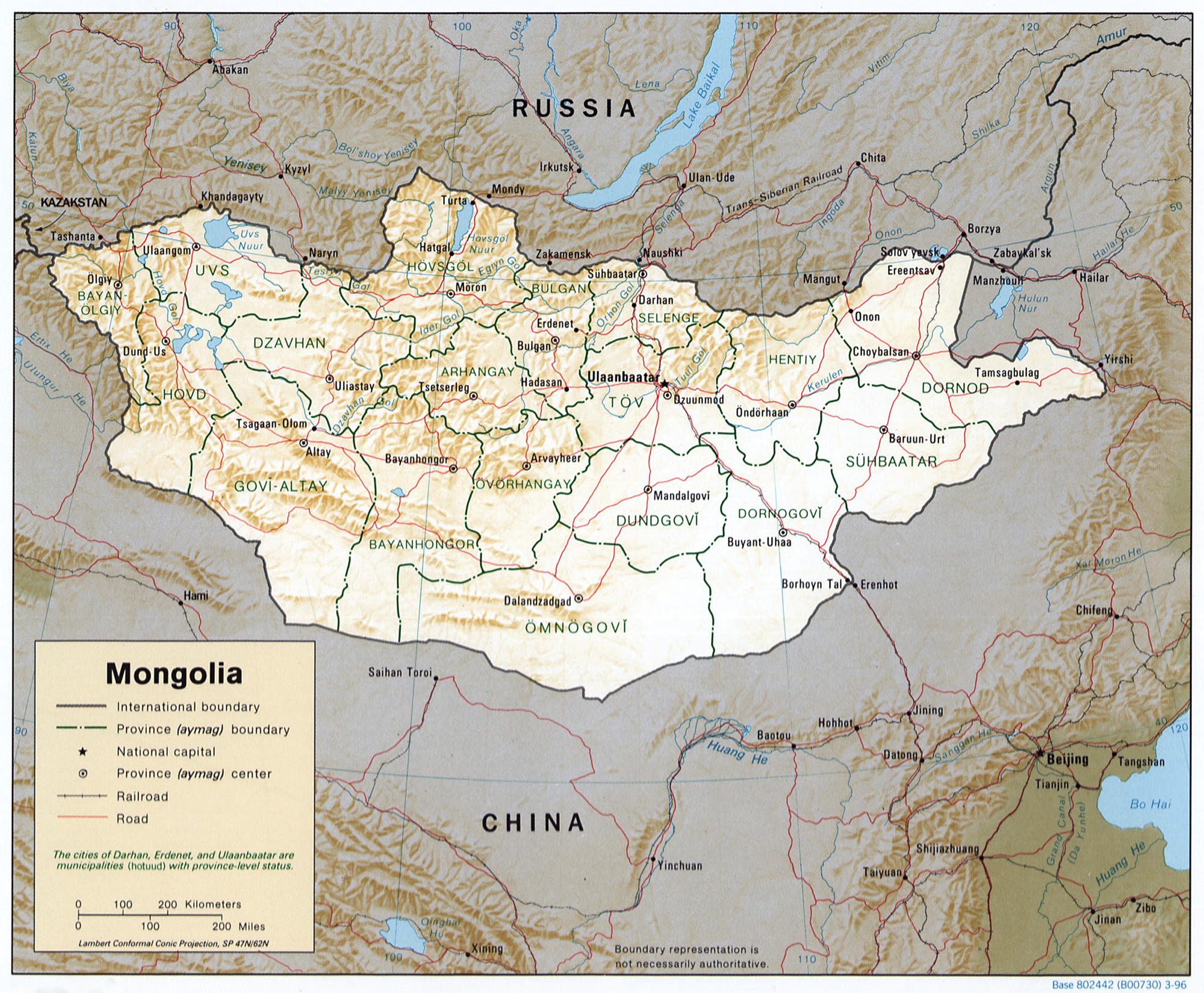
Phần phía nam của Mông Cổ là sa mạc Gobi, trong khi phần phía bắc và phía tây là đồi núi.

Nhiều con sông ở phía tây Mông Cổ kết thúc tại các hồ trong lưu vực thoát nước nội bộ Trung Á, nhiều nhất ở vùng lõm Hồ Lớn, hoặc tại hồ Hô Luân, hồ Ulaan hoặc hồ Ulungur. Một vài con suối ở miền nam Mông Cổ không đến được biển mà chạy vào hồ hoặc sa mạc.
Hồ lớn nhất Mông Cổ theo diện tích, Hồ Uvs nằm trong vùng lõm Hồ Lớn. Hồ lớn nhất Mông Cổ theo thể tích nước, Hồ Khövsgöl, thoát nước qua sông Selenge đến Bắc Băng Dương. Một trong những hồ cực đông của Mông Cổ, Hoh Nuur, ở độ cao 557 mét, là điểm thấp nhất trong cả nước. Tổng cộng, các hồ và sông của Mông Cổ bao phủ 10.560 km2, hay 0,67% diện tích đất nước.

## Khí hậu

### Tổng quan

Bản đồ phân loại khí hậu Köppen–Geiger ở độ phân giải 1 km cho Mông Cổ 1991–2020

Mông Cổ có độ cao lớn, với khí hậu lạnh và khô. Nước này có khí hậu lục địa khắc nghiệt với mùa đông dài, rất lạnh và mùa hè ngắn, thời điểm có lượng mưa rơi nhiều nhất. Quốc gia này trung bình có 257 ngày không mây trong một năm và thường nằm ở trung tâm của một vùng có áp suất khí quyển cao. Lượng mưa cao nhất ở phía bắc, trung bình từ 200 đến 350 milimét (7,9 đến 13,8 in) mỗi năm và thấp nhất ở phía nam, nhận được 100 đến 200 milimét (3,9 đến 7,9 in). Cực nam là sa mạc Gobi, một số vùng không nhận được lượng mưa nào trong hầu hết các năm. Tên Gobi là một từ tiếng Mông Cổ có nghĩa là sa mạc, vùng trũng, đầm lầy mặn hoặc thảo nguyên, nhưng thường dùng để chỉ một loại đồng cỏ khô cằn với thảm thực vật không đủ để nuôi sống loài cầy thảo nguyên nhưng lại đủ để nuôi sống lạc đà. Người Mông Cổ phân biệt Gobi với sa mạc thực sự, mặc dù sự khác biệt này không phải lúc nào cũng rõ ràng đối với những người bên ngoài không quen với cảnh quan Mông Cổ. Đồng cỏ Gobi rất mong manh và dễ bị phá hủy do chăn thả quá mức, dẫn đến việc mở rộng sa mạc thực sự, một vùng đất hoang đầy đá mà ngay cả lạc đà Bactrian cũng không thể sống sót.
Nhiệt độ trung bình trên hầu hết đất nước là dưới mức đóng băng từ tháng 11 đến tháng 3 và trên mức đóng băng vào tháng 4 và tháng 10. Đêm mùa đông có thể xuống tới −40 °C (−40,0 °F) trong hầu hết các năm. Nhiệt độ cực đại vào mùa hè lên tới 38 °C (100,4 °F) ở vùng Gobi phía nam và 33 °C (91,4 °F) ở Ulaanbaatar. Hầu hết Mông Cổ được bao phủ bởi lớp đất đóng băng vĩnh cửu không liên tục (chuyển sang liên tục ở độ cao lớn), khiến việc xây dựng, làm đường và khai thác trở nên khó khăn. Tất cả các con sông và hồ nước ngọt đều đóng băng vào mùa đông và các dòng suối nhỏ hơn thường đóng băng đến tận đáy. Ulaanbaatar nằm ở độ cao 1.351 mét (4.432 ft) so với mực nước biển và trong thung lũng sông Tuul. Nằm ở phía bắc có nguồn nước tương đối đầy đủ, thành phố này nhận được lượng mưa trung bình hàng năm là 310 milimét (12,2 in), hầu hết đều rơi vào tháng 7 và tháng 8. Ulaanbaatar có nhiệt độ trung bình hàng năm là −2,9 °C (26,8 °F) và thời kỳ không có sương giá kéo dài trung bình từ giữa tháng 5 đến cuối tháng 8.
Thời tiết Mông Cổ được đặc trưng bởi sự thay đổi cực đoan và tính không thể đoán trước trong ngắn hạn vào mùa hè, và các mức trung bình nhiều năm che giấu những biến động lớn về lượng mưa, ngày có sương giá, và các trận bão tuyết và bão bụi mùa xuân. Thời tiết như vậy đặt ra những thách thức nghiêm trọng đối với sự sống còn của con người và vật nuôi. Thống kê chính thức liệt kê chưa đến 1% đất nước là đất canh tác, 8 đến 10% là rừng và phần còn lại là đồng cỏ hoặc sa mạc. Ngũ cốc, chủ yếu là lúa mì, được trồng ở các thung lũng của hệ thống sông Selenge ở phía bắc, nhưng năng suất dao động rất nhiều và không thể đoán trước do lượng mưa, thời điểm mưa và ngày có sương giá chết người.
| Dữ liệu khí hậu của Trạm thời tiết thành phố Ulaanbaatar (WMO identifier: 44292) | Dữ liệu khí hậu của Trạm thời tiết thành phố Ulaanbaatar (WMO identifier: 44292) | Dữ liệu khí hậu của Trạm thời tiết thành phố Ulaanbaatar (WMO identifier: 44292) | Dữ liệu khí hậu của Trạm thời tiết thành phố Ulaanbaatar (WMO identifier: 44292) | Dữ liệu khí hậu của Trạm thời tiết thành phố Ulaanbaatar (WMO identifier: 44292) | Dữ liệu khí hậu của Trạm thời tiết thành phố Ulaanbaatar (WMO identifier: 44292) | Dữ liệu khí hậu của Trạm thời tiết thành phố Ulaanbaatar (WMO identifier: 44292) | Dữ liệu khí hậu của Trạm thời tiết thành phố Ulaanbaatar (WMO identifier: 44292) | Dữ liệu khí hậu của Trạm thời tiết thành phố Ulaanbaatar (WMO identifier: 44292) | Dữ liệu khí hậu của Trạm thời tiết thành phố Ulaanbaatar (WMO identifier: 44292) | Dữ liệu khí hậu của Trạm thời tiết thành phố Ulaanbaatar (WMO identifier: 44292) | Dữ liệu khí hậu của Trạm thời tiết thành phố Ulaanbaatar (WMO identifier: 44292) | Dữ liệu khí hậu của Trạm thời tiết thành phố Ulaanbaatar (WMO identifier: 44292) | Dữ liệu khí hậu của Trạm thời tiết thành phố Ulaanbaatar (WMO identifier: 44292) |
| Tháng                                                                            | 1                                                                                | 2                                                                                | 3                                                                                | 4                                                                                | 5                                                                                | 6                                                                                | 7                                                                                | 8                                                                                | 9                                                                                | 10                                                                               | 11                                                                               | 12                                                                               | Năm                                                                              |
| -------------------------------------------------------------------------------- | -------------------------------------------------------------------------------- | -------------------------------------------------------------------------------- | -------------------------------------------------------------------------------- | -------------------------------------------------------------------------------- | -------------------------------------------------------------------------------- | -------------------------------------------------------------------------------- | -------------------------------------------------------------------------------- | -------------------------------------------------------------------------------- | -------------------------------------------------------------------------------- | -------------------------------------------------------------------------------- | -------------------------------------------------------------------------------- | -------------------------------------------------------------------------------- | -------------------------------------------------------------------------------- |
| Cao kỉ lục °C (°F)                                                               | −2.6 (27.3)                                                                      | 11.3 (52.3)                                                                      | 17.8 (64.0)                                                                      | 28.0 (82.4)                                                                      | 33.5 (92.3)                                                                      | 38.3 (100.9)                                                                     | 39.0 (102.2)                                                                     | 34.9 (94.8)                                                                      | 31.5 (88.7)                                                                      | 22.5 (72.5)                                                                      | 13.0 (55.4)                                                                      | 6.1 (43.0)                                                                       | 39.0 (102.2)                                                                     |
| Trung bình ngày tối đa °C (°F)                                                   | −15.6 (3.9)                                                                      | −9.6 (14.7)                                                                      | −0.7 (30.7)                                                                      | 9.7 (49.5)                                                                       | 17.8 (64.0)                                                                      | 22.5 (72.5)                                                                      | 24.5 (76.1)                                                                      | 22.3 (72.1)                                                                      | 16.7 (62.1)                                                                      | 7.6 (45.7)                                                                       | −5.0 (23.0)                                                                      | −13.5 (7.7)                                                                      | 6.4 (43.5)                                                                       |
| Trung bình ngày °C (°F)                                                          | −21.6 (−6.9)                                                                     | −16.6 (2.1)                                                                      | −7.4 (18.7)                                                                      | 2.0 (35.6)                                                                       | 10.1 (50.2)                                                                      | 15.7 (60.3)                                                                      | 18.2 (64.8)                                                                      | 16.0 (60.8)                                                                      | 9.6 (49.3)                                                                       | 0.5 (32.9)                                                                       | −11.9 (10.6)                                                                     | −19.0 (−2.2)                                                                     | −0.4 (31.3)                                                                      |
| Tối thiểu trung bình ngày °C (°F)                                                | −25.9 (−14.6)                                                                    | −22.2 (−8.0)                                                                     | −13.6 (7.5)                                                                      | −4.3 (24.3)                                                                      | 3.3 (37.9)                                                                       | 9.6 (49.3)                                                                       | 12.9 (55.2)                                                                      | 10.6 (51.1)                                                                      | 3.6 (38.5)                                                                       | −4.8 (23.4)                                                                      | −15.7 (3.7)                                                                      | −22.9 (−9.2)                                                                     | −5.8 (21.6)                                                                      |
| Thấp kỉ lục °C (°F)                                                              | −42.2 (−44.0)                                                                    | −42.2 (−44.0)                                                                    | −38.9 (−38.0)                                                                    | −26.1 (−15.0)                                                                    | −16.1 (3.0)                                                                      | −3.9 (25.0)                                                                      | −0.2 (31.6)                                                                      | −2.2 (28.0)                                                                      | −13.4 (7.9)                                                                      | −22.0 (−7.6)                                                                     | −37.0 (−34.6)                                                                    | −37.8 (−36.0)                                                                    | −42.2 (−44.0)                                                                    |
| Lượng Giáng thủy trung bình mm (inches)                                          | 2 (0.1)                                                                          | 3 (0.1)                                                                          | 4 (0.2)                                                                          | 10 (0.4)                                                                         | 21 (0.8)                                                                         | 46 (1.8)                                                                         | 64 (2.5)                                                                         | 70 (2.8)                                                                         | 27 (1.1)                                                                         | 10 (0.4)                                                                         | 6 (0.2)                                                                          | 4 (0.2)                                                                          | 267 (10.5)                                                                       |
| Số ngày mưa trung bình                                                           | 0.1                                                                              | 0.03                                                                             | 0.2                                                                              | 2                                                                                | 7                                                                                | 13                                                                               | 16                                                                               | 14                                                                               | 8                                                                                | 2                                                                                | 0.2                                                                              | 0.2                                                                              | 63                                                                               |
| Số ngày tuyết rơi trung bình                                                     | 8                                                                                | 7                                                                                | 7                                                                                | 7                                                                                | 3                                                                                | 0.3                                                                              | 0.2                                                                              | 0.4                                                                              | 2                                                                                | 6                                                                                | 8                                                                                | 10                                                                               | 59                                                                               |
| Độ ẩm tương đối trung bình (%)                                                   | 78                                                                               | 73                                                                               | 61                                                                               | 48                                                                               | 46                                                                               | 54                                                                               | 60                                                                               | 63                                                                               | 59                                                                               | 60                                                                               | 71                                                                               | 78                                                                               | 62                                                                               |
| Số giờ nắng trung bình tháng                                                     | 179.1                                                                            | 204.8                                                                            | 265.2                                                                            | 262.5                                                                            | 299.3                                                                            | 269.0                                                                            | 249.3                                                                            | 258.3                                                                            | 245.7                                                                            | 227.5                                                                            | 177.4                                                                            | 156.4                                                                            | 2.794,5                                                                          |
| Nguồn 1: Pogoda.ru.net                                                           |                                                                                  |                                                                                  |                                                                                  |                                                                                  |                                                                                  |                                                                                  |                                                                                  |                                                                                  |                                                                                  |                                                                                  |                                                                                  |                                                                                  |                                                                                  |
| Nguồn 2: NOAA (sun, 1961–1990)                                                   |                                                                                  |                                                                                  |                                                                                  |                                                                                  |                                                                                  |                                                                                  |                                                                                  |                                                                                  |                                                                                  |                                                                                  |                                                                                  |                                                                                  |                                                                                  |

| Dữ liệu khí hậu của Choibalsan           | Dữ liệu khí hậu của Choibalsan | Dữ liệu khí hậu của Choibalsan | Dữ liệu khí hậu của Choibalsan | Dữ liệu khí hậu của Choibalsan | Dữ liệu khí hậu của Choibalsan | Dữ liệu khí hậu của Choibalsan | Dữ liệu khí hậu của Choibalsan | Dữ liệu khí hậu của Choibalsan | Dữ liệu khí hậu của Choibalsan | Dữ liệu khí hậu của Choibalsan | Dữ liệu khí hậu của Choibalsan | Dữ liệu khí hậu của Choibalsan | Dữ liệu khí hậu của Choibalsan |
| Tháng                                    | 1                              | 2                              | 3                              | 4                              | 5                              | 6                              | 7                              | 8                              | 9                              | 10                             | 11                             | 12                             | Năm                            |
| ---------------------------------------- | ------------------------------ | ------------------------------ | ------------------------------ | ------------------------------ | ------------------------------ | ------------------------------ | ------------------------------ | ------------------------------ | ------------------------------ | ------------------------------ | ------------------------------ | ------------------------------ | ------------------------------ |
| Cao kỉ lục °C (°F)                       | 1.3 (34.3)                     | 8.4 (47.1)                     | 21.4 (70.5)                    | 29.5 (85.1)                    | 36.8 (98.2)                    | 41.2 (106.2)                   | 39.1 (102.4)                   | 38.3 (100.9)                   | 31.6 (88.9)                    | 28.0 (82.4)                    | 15.2 (59.4)                    | 3.5 (38.3)                     | 41.2 (106.2)                   |
| Trung bình ngày tối đa °C (°F)           | −14.4 (6.1)                    | −10.7 (12.7)                   | −0.5 (31.1)                    | 10.5 (50.9)                    | 19.0 (66.2)                    | 24.9 (76.8)                    | 26.6 (79.9)                    | 24.4 (75.9)                    | 18.0 (64.4)                    | 8.8 (47.8)                     | −3.4 (25.9)                    | −11.8 (10.8)                   | 7.6 (45.7)                     |
| Trung bình ngày °C (°F)                  | −20.5 (−4.9)                   | −17.7 (0.1)                    | −7.8 (18.0)                    | 2.6 (36.7)                     | 11.3 (52.3)                    | 17.6 (63.7)                    | 19.8 (67.6)                    | 17.9 (64.2)                    | 10.6 (51.1)                    | 1.5 (34.7)                     | −9.8 (14.4)                    | −17.6 (0.3)                    | 0.7 (33.2)                     |
| Tối thiểu trung bình ngày °C (°F)        | −25.5 (−13.9)                  | −23.9 (−11.0)                  | −14.8 (5.4)                    | −4.1 (24.6)                    | 3.8 (38.8)                     | 10.8 (51.4)                    | 14.4 (57.9)                    | 12.1 (53.8)                    | 4.9 (40.8)                     | −4.2 (24.4)                    | −15.2 (4.6)                    | −22.7 (−8.9)                   | −5.4 (22.3)                    |
| Thấp kỉ lục °C (°F)                      | −41.6 (−42.9)                  | −38.3 (−36.9)                  | −36.6 (−33.9)                  | −20.3 (−4.5)                   | −8.7 (16.3)                    | 0.5 (32.9)                     | 4.4 (39.9)                     | 2.1 (35.8)                     | −6.0 (21.2)                    | −20.3 (−4.5)                   | −29.9 (−21.8)                  | −36.4 (−33.5)                  | −41.6 (−42.9)                  |
| Lượng Giáng thủy trung bình mm (inches)  | 1.6 (0.06)                     | 1.9 (0.07)                     | 2.9 (0.11)                     | 6.3 (0.25)                     | 14.4 (0.57)                    | 39.0 (1.54)                    | 57.4 (2.26)                    | 43.3 (1.70)                    | 27.2 (1.07)                    | 7.7 (0.30)                     | 3.3 (0.13)                     | 2.6 (0.10)                     | 207.6 (8.16)                   |
| Số ngày giáng thủy trung bình (≥ 1.0 mm) | 0.6                            | 1.0                            | 0.7                            | 1.6                            | 3.2                            | 5.7                            | 8.7                            | 8.1                            | 4.6                            | 1.6                            | 1.1                            | 0.9                            | 37.8                           |
| Số giờ nắng trung bình tháng             | 198.5                          | 212.0                          | 266.1                          | 264.0                          | 294.9                          | 307.3                          | 297.9                          | 287.1                          | 258.2                          | 239.2                          | 199.5                          | 177.6                          | 3.002,3                        |
| Nguồn: NOAA (1961-1990)                  |                                |                                |                                |                                |                                |                                |                                |                                |                                |                                |                                |                                |                                |

### Zud

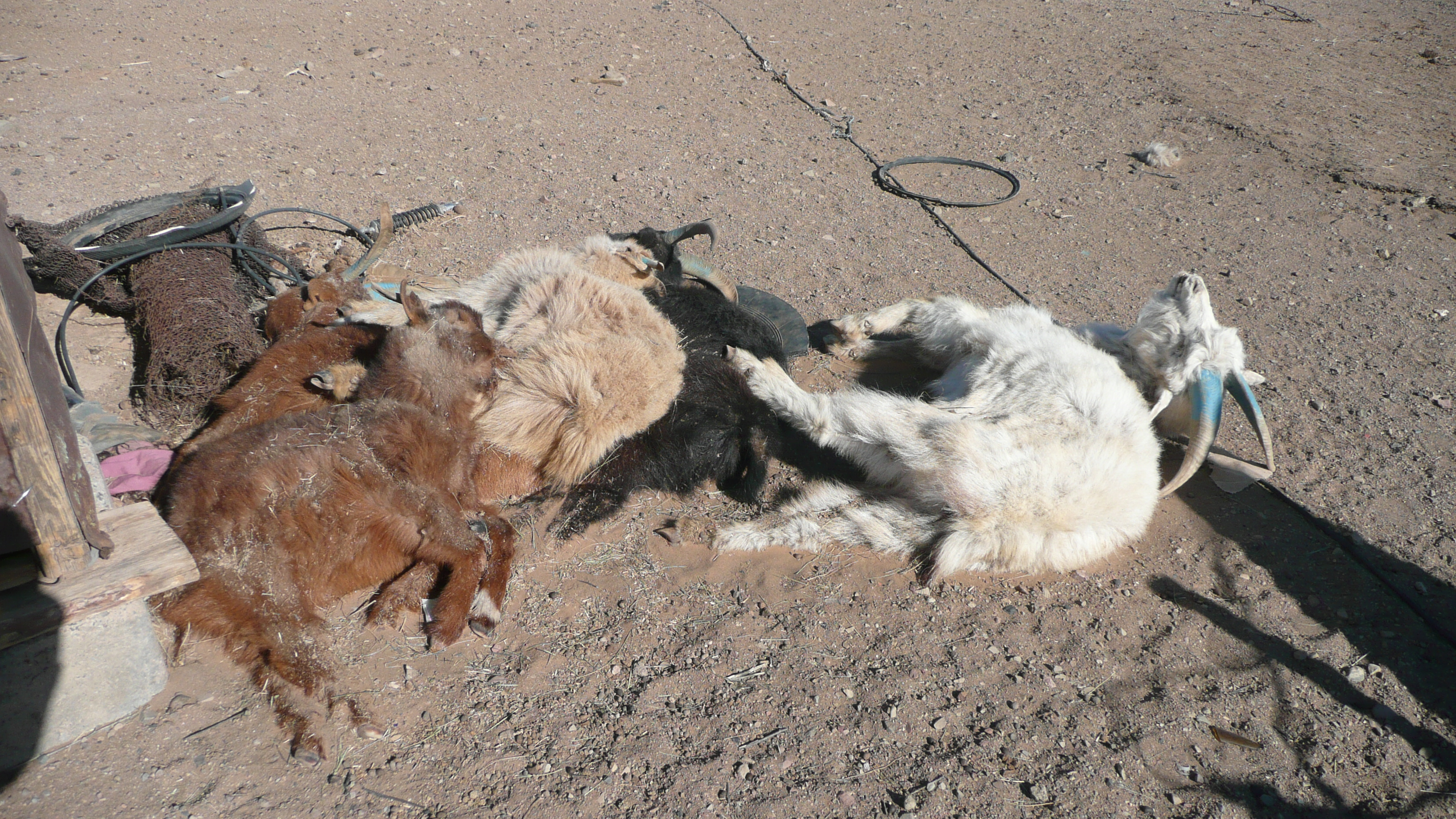
Dê đã chết do hậu quả của một zud

Mặc dù mùa đông thường lạnh rõ rệt nhưng việc chăn nuôi vẫn có thể thực hiện, tuy nhiên trong điều kiện thời tiết khác nhau, động vật không thể chăn thả và chết với số lượng lớn. Hiện tượng này nếu xảy ra thì được gọi là zud; nguyên nhân bao gồm bão tuyết, hạn hán, cực lạnh và mưa. Những thiệt hại về vật nuôi như vậy là một điều không thể tránh khỏi và theo lẽ đương nhiên, nó đã gây khó khăn cho việc tăng số lượng chăn nuôi theo kế hoạch.

### Bão tuyết theo mùa

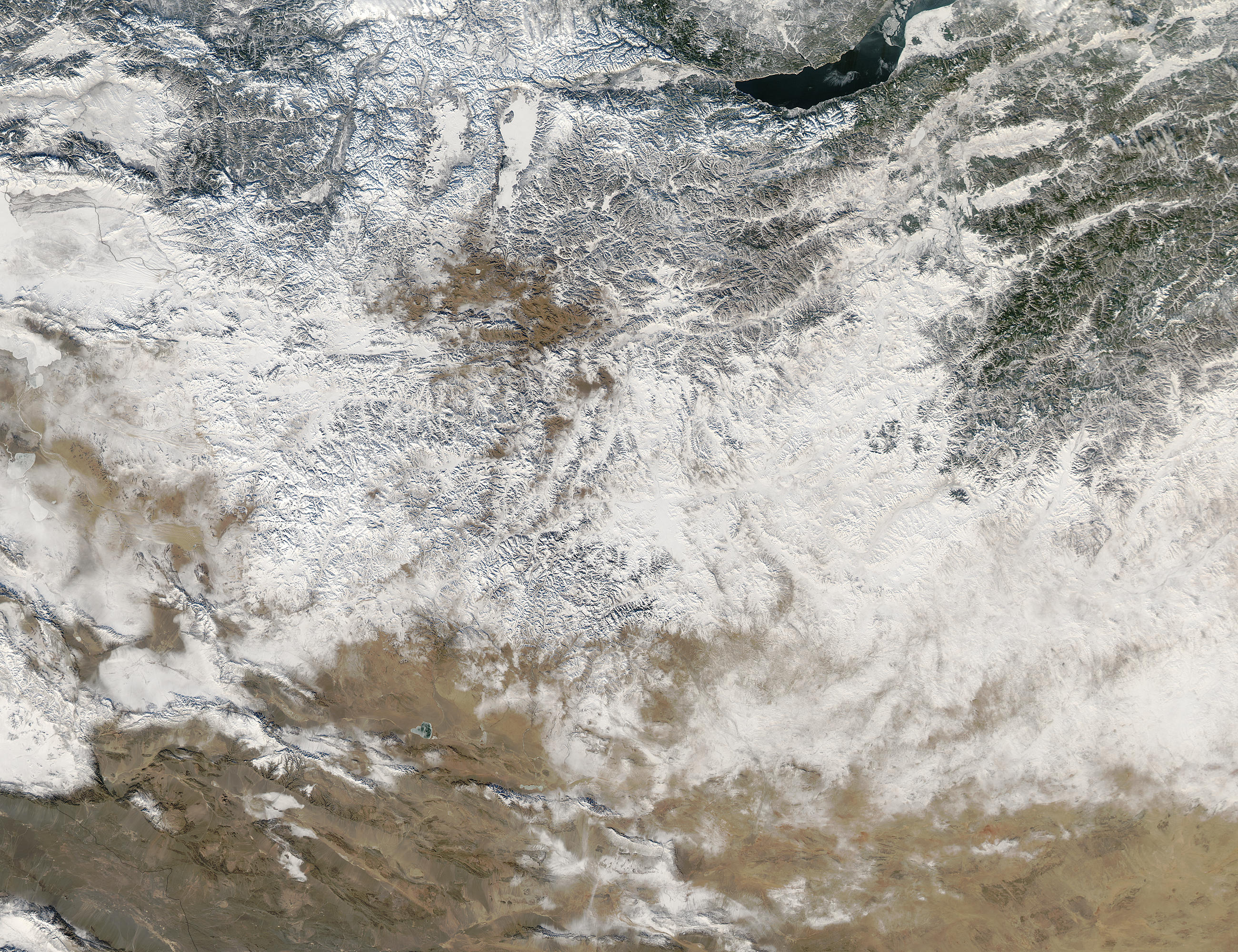
Tuyết bao phủ Mông Cổ trong hình ảnh này từ ngày 21 tháng 12 năm 2003. Tuyết rơi thường nhẹ và thổi bay đi nhanh chóng trong mùa đông, vì vậy để thấy tuyết rơi nhiều trên mặt đất cùng một lúc là không bình thường.

Các trận bão tuyết nghiêm trọng có thể xảy ra trong khu vực. Khí hậu mùa đông 1970 – 1971, 2000 – 2001, 2008 – 2009 và 2009 – 2010 đặc biệt khắc nghiệt, có những lúc cực kỳ nghiêm trọng.
Những trận bão tuyết tháng 12 năm 2011 đã chặn nhiều con đường và làm chết 16.000 gia súc và 10 người tử vong. Ủy ban khẩn cấp nhà nước Mông Cổ cho biết đó là mùa đông lạnh nhất trong 30 năm và như hạn hán mùa hè khắc nghiệt trước đó, có thể là kết quả của sự nóng lên toàn cầu. Liên Hợp Quốc đã cung cấp viện trợ lớn do mức độ thiệt hại cao gây ra.
Một trận bão tuyết từ ngày 8 đến 28 tháng 5 năm 2008 đã làm 21 người đã thiệt mạng và 100 người khác bị mất tích ở bảy tỉnh ở miền đông Mông Cổ. Ít nhất 52 người và 200.000 gia súc vào cuối tháng Sáu. Hầu hết nạn nhân là những người chăn gia súc bị đóng băng đến chết cùng với gia súc của họ. Đó là thời tiết lạnh nhất kể từ khi thành lập nhà nước hiện đại vào năm 1922.
Bão tuyết trong tháng 12 năm 2009 - tháng 2 năm 2010 cũng làm chết 8.000.000 gia súc và 60 người thiêt mạng.

## Vùng sinh thái

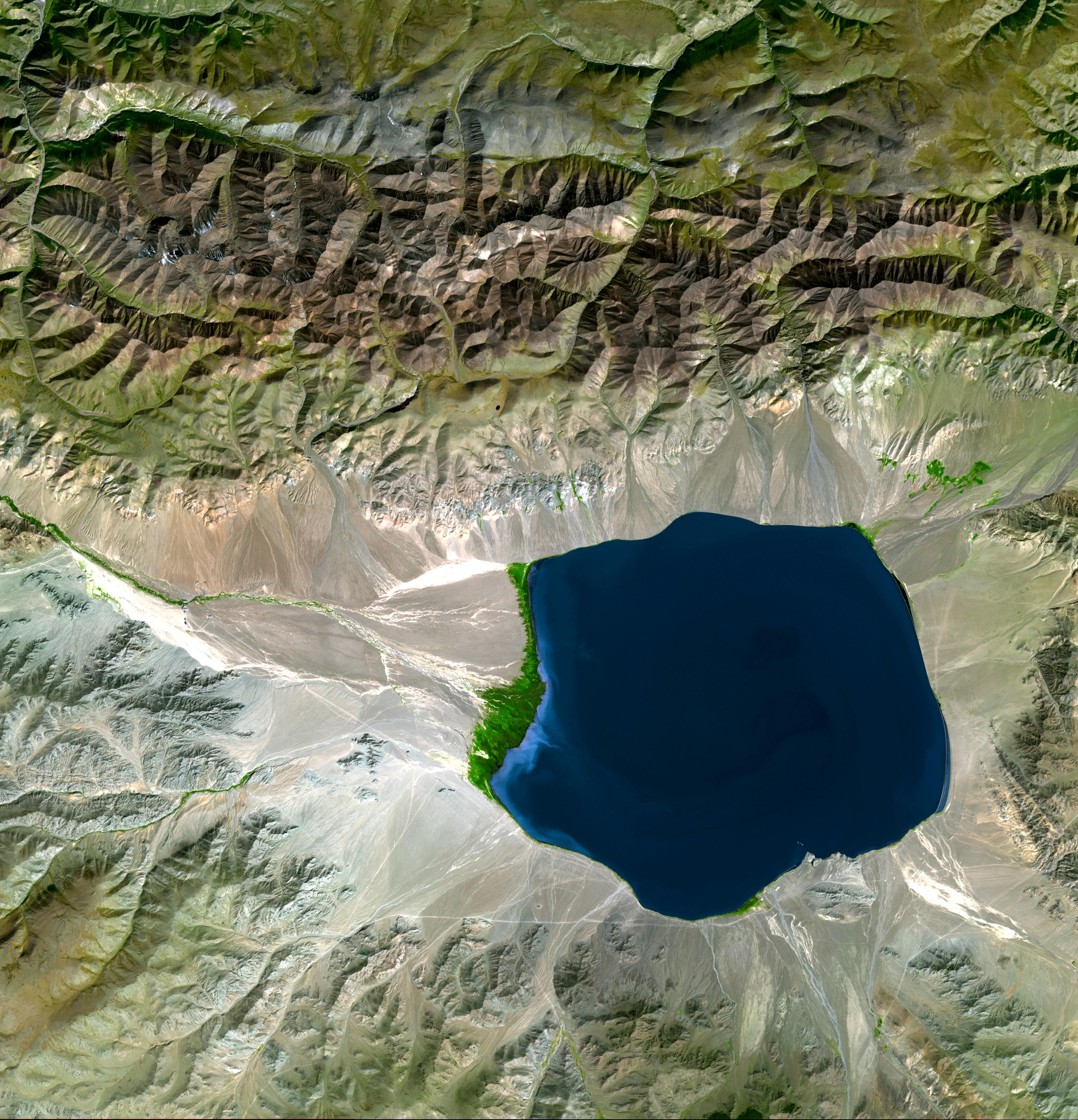
Hồ Endorheic ở miền Bắc Mông Cổ

- Rừng núi Altai và thảo nguyên rừng
- Rừng cây lá kim Khangai
- Thảo nguyên rừng Selenge-Orkhon
- Rừng bạch đàn Sayan
- Rừng cây lá kim xuyên rừng
- Thảo nguyên rừng Daurian
- Đồng cỏ Mông Cổ-Mãn Châu
- Altai alpine đồng cỏ và lãnh nguyên
- Núi Khangai đồng cỏ núi cao
- Đồng cỏ Sayan Alpine và lãnh nguyên
- Cao nguyên bán sa mạc Alashan
- Thảo nguyên sa mạc Đông Gobi
- Sa mạc Gobi
- Gobi Lakes Valley sa mạc thảo nguyên
- Great Lakes Basin sa mạc thảo nguyên
- Junggar Basin bán sa mạc

## Khu vực và biên giới
- Khu vực:
  - Tổng: 1.564.116 km²
  - Đất: 1.553.556 km²
  - Nước: 10.560 km²
- Biên giới:
  - Tổng: 8.220 km
  - Các nước giáp biên giới: Trung Quốc 4677 km, Nga 3543 km
- Bờ biển: 0 km (không giáp biển)
- Tuyên bố hàng hải: không có (không giáp biển)
- Độ cao cực đại:
  - điểm thấp nhất: Hoh Nuur 518 m
  - điểm cao nhất: Khüiten Peak 4374 m

## Tài nguyên thiên nhiên và sử dụng đất
- Tài nguyên thiên nhiên: dầu mỏ, than đá, đồng, molypden, wolfram, phosphat, thiếc, niken, kẽm, fluorit, vàng, bạc, sắt
- Sử dụng đất:
  - Đất canh tác: 9,10%
  - Trồng cây lâu năm: 0%
  - Khác: 99,61% (2011)
- Đất được tưới tiêu: 843 km² (2011)
- Tổng nguồn nước tái tạo: 34,8 km³ (2011)